# Битва при Пултуске (1806)
Битва при Пултуске (фр. Bataille de Pultusk) — сражение, произошедшее 14 (26) декабря 1806 года между русской и французской армиями у города Пултуск во время Войны четвёртой коалиции.

## Положение перед сражением
11 (23) декабря 1806 год русская армия, по приказу главнокомандующего графа М. Ф. Каменского разделённая на 3 части, совершала движение, целью которого было атаковать и разгромить корпуса французской армии под командованием Ожеро и Сульта: корпус Беннигсена двигался от Пултуска к Сохочину (пол. Sochocin), 2 дивизии из корпуса Буксгевдена (Тучкова и Дохтурова) из Остроленки к р. Вкры, 2 другие дивизии (Эссена 3-го и Анрепа) — из Остроленки к Попову. Однако, узнав про столкновения, которые произошли между передовыми отрядами графа Остермана (при Чарново) и Барклая де Толли (при Сохочине и Колозомбе) с французами, граф Каменский полностью поменял свои планы. По его распоряжению корпус Беннигсена возвращался к Стрегочину, граф Буксгевден должен был направить дивизию Дохтурова — в Голымин, а Тучкова — в Маков. Анрепу и Эссену велено было находиться у Попова.
12 (24) декабря, переправив свою армию через Вкру и Нарев, Наполеон разработал план разгрома русской армии. Правым крылом Великой Армии Наполеон собирался захватить переправу через Нарев у Пултуска, отрезав своему противнику путь к отступлению, а левым выйти в тыл главным силам русских и сокрушительным ударом уничтожить их. По приказу императора корпус Ланна, усиленный одной пехотной дивизией из корпуса Даву и одной кавалерийской из резерва, двигался к Пултуску с задачей построить там предмостное укрепление и держать оборону; Сульт, Ожеро, Даву, гвардия и кавалерия Мюрата наступали на Голымин, Маков и Рожаны с целью отрезать русской армии путь отступления к Остроленке; Бернадот, Ней и Бессьер должны были, отбросив прусский корпус Лестока, также, только через г. Млава, выйти в тыл русским.
Весь день 12 декабря оба противника провели в беспрерывном движении. Все манёвры происходили очень медленно при отвратительной погоде: шёл снег с дождём, из-за этого дороги превратились в болото. К исходу дня передовые части Беннигсена подошли к Стрегочину; авангард корпуса Ланна подошёл к Пултуску, который оказался уже занятым отрядом Багговута. План Наполеона оказался раскрытым и граф Каменский приказал корпусу Беннигсена немедленно, ночью, спешить к Пултуску. Только основная часть русских войск покинула Стрегочин, как его занял корпус Даву, отрезав 11 отставших из-за плохих дорог полков. Им пришлось обходными дорогами двигаться к Голымину и Пултуску, причём из-за грязи было брошено более 50 орудий.
Граф Каменский принял решение дать генеральный бой Наполеону под Пултуском и с этой целью приказал всем соединениям русской армии двигаться к этому городу, на усиление корпуса Беннигсена.
13 (25) декабря Наполеон с гвардией и кавалерией внезапно остановился в Насельске. Запутанные манёвры русской армии, связанные со стягиванием всех сил к Пултуску, привели его в недоумение. Войска графа Каменского, блуждая разными дорогами, раз за разом оказывались на виду разных корпусов Великой Армии. Не понимая причин этих передвижений, Наполеон решил, что его противник готовит какую-то западню. В конце концов, проанализировав показания пленных и донесения лазутчиков, император убедился, что все «хитроумные манёвры» русской армии связаны с неразберихой в управлении и продолжил наступление на Голымин.
В ночь на 14 декабря, «в три часа по полуночи», главнокомандующий граф Каменский внезапно вызвал к себе генерала Беннигсена, вручил ему письменное распоряжение следующего содержания: «Я ранен, верхом ездить не могу, следственно и командовать армией… Думать должно о ретираде в наши границы, что и выполнить сегодня…», после чего покинул армию, несмотря на увещевания Остермана, Беннигсена и графа Толстого. Бугсгевден со своим корпусом поспешил выполнить последний приказ Каменского.
Л. Л. Беннигсен со своим корпусом решил оставаться на позиции под Пултуском, чтобы выиграть время и дать возможность разбросанным частям русской армии соединиться.

## Силы сторон
Корпус под командованием Беннигсена был построен в 3 линии. В первой: 21 батальон 2-й и 3-й пехотных дивизий, затем на расстоянии 300 шагов ещё 18 батальонов, и наконец в третьей линии 5 батальонов 5-й и 6-й пехотных дивизий. Отряд Барклая де Толли — 3 егерских полка и 2 батальона пехоты, охранявшие дорогу на Голымин, — прикрывал правый фланг, заняв позицию в кустарнике. На расстоянии версты перед первой линией пехоты выстроены были полки регулярной кавалерии, а перед нею заслоном расположились казаки. Впереди Пултуска, для защиты города, был поставлен отдельный отряд Багговута — 10 батальонов, 2 эскадрона драгун, 600 казаков и 1 батарея.
В 10 часов к Пултуску подошёл маршал Ланн с пехотными дивизиями Сюше и Газана и кавалерийскими Монбрена и Бекера (дивизия Гюдена из корпуса маршала Даву подошла на поле боя несколько позже). Свои войска Ланн выстроил в 2 линии: в первой — дивизия Сюше (без 40-го пехотного полка), во второй — дивизия Газана и 40-й полк. На правом фланге Сюше был Клаперед (1 легкопехотный и 1 кавалерийский полки) — он должен был противостоять Багговуту; в центре — Веделль с 64-м пехотным и 1 батальоном 88-го полка. На левом фланге были остальные батальоны 88-го и 34-й пехотный полк. Их поддерживали драгуны Бекера. Левое крыло французов было закрыто от русских лесом и поэтому противостоявший ему отряд Барклая де Толли не мог определить истинных сил противника. Несколько орудий, бывших у Ланна, были размещены в центре и левом фланге.
Британский историк Дэвид Чандлер оценил число русских, дравшихся против Ланна, в 35 тысяч при 40 орудиях. У Ланна, по его подсчётам, было 25 тысяч.

## Наступление французов
Ланн принял решение начать бой, не подозревая, что его противник имеет двукратное численное преимущество. Двигаясь впереди своего корпуса с двумя эскадронами кавалерии с целью разведки, он обнаружил на равнине перед Пултуском только казаков и выдвинутые вперёд отряды правого и левого крыла русского корпуса. Главные силы Беннигсена в это время были скрыты от взглядов французов за возвышенностью, расположенной перед Пултуском. Только значительно позже, уже ввязавшись в бой, Ланн узнал, насколько силён его противник. Вполне возможно, что зная заранее соотношение сил, французы бы не приняли боя и отступили.
В 11 часов Клаперед по приказу Ланна атаковал отряд Багговута. Вначале французы успешно отбросили русскую кавалерию и казаков, после чего ввязались в упорную схватку с 4-м егерским полком. В это же время Веделль атаковал Багговута с фланга. Беннигсен своевременно отправил на помощь обороняющимся войскам графа Остермана-Толстого с 4 батальонами и генерал-майора Кожина с Лейб-кирасирским Его Величества полком и 2 эскадронами Каргопольских драгун майора Сталя. Воспользовавшись разыгравшейся снежной метелью, которая слепила французов, Кожин скрытно подошёл к наступающим войскам Веделля и атаковал их. В ходе кавалерийской атаки французская пехотная колонна численностью 3-4 тысячи человек была разбита и рассеяна, 300 французов захвачены в плен. Совместно с егерями враг был отброшен, нападение на левое крыло русской армии было успешно отражено.
Вторую попытку отбросить отряд Багговута французы предприняли силами драгунской дивизии, которая бросилась на Изюмский гусарский полк. Гусары спокойно ожидали, пока масса французской кавалерии не подойдёт достаточно близко, после чего резко повернули влево. К ужасу врага позади гусар они увидели русские орудия в полной боевой готовности. Залпы картечи имели ужасающий эффект. С огромными потерями драгуны были вынуждены повернуть вспять.
Атаке французов на правом фланге русской армии вначале сопутствовал значительный успех. 34-й пехотный полк так неудержимо бросился вперёд, что не только потеснил отряд Барклая де Толли из занимаемого им кустарника, но и захватил артиллерийскую батарею. Но русские немедленно контратаковали силами Тенгинского пехотного, 1-го и 3-го егерских полков. Французы попали в тяжёлое положение, но им вовремя пришли на помощь батальоны 88-го пехотного полка. В конце концов Барклай де Толли, получив в подкрепление Черниговский и Литовский мушкетёрские (Ушакова) полки, приведённые лично генерал-лейтенантом Ф. В. Остен-Сакеном, выбил врага из кустарника и вернул утерянные позиции; «особенно отличился Черниговский мушкетёрский полк генерал-майора Долгорукова 5-го».
Эти неудачи заставили французов прекратить атаки. Ланн понимал, что его корпус попал в тяжёлое положение. Гораздо более многочисленный противник занимал крепкую оборонительную позицию и имел сильную артиллерию, огонь которой наносил французам большие потери.
В 14 часов на поле боя прибыла дивизия Гюдена (7000 солдат), и французы решили попытаться ещё раз отбросить русских от Пултуска. Главный удар противник нанёс по правому крылу Беннигсена. Ланн атаковал его с фронта, а Гюден пытался обойти с фланга. Одновременно французы с целью сковать силы русских предприняли наступление на их левое крыло. Беннигсен своевременно среагировал на появление свежих сил врага. По его приказу Барклай де Толли и Багговут повернули правые фланги своих отрядов назад и усилили их артиллерией. Солдаты Гюдена смело пошли в атаку, но их встретил массированный огонь артиллерии. Тут же на французов бросилась русская пехота и кавалерия. Противник был остановлен и отброшен.
Короткий зимний день заканчивался. Пока не стемнело, Беннигсен решил перейти в контрнаступление. Этими атаками удалось заставить французов отступить на исходные позиции, с которых они утром начали своё наступление, но не более.

## Результаты
В полночь 14 (26) декабря Беннигсен получил сообщение о появлении у Голымина новых сил Великой Армии и решил отступить к Остроленке, опасаясь окружения.
Обе стороны сообщили о своей победе. Все атаки французов были отбиты, но Беннигсен не использовал своё численное превосходство (как впрочем и Наполеон под Голымином) до подхода дивизии Гюдена.
Каждая из сторон сразу же уверенно заявила об одержанной победе, затем эти точки зрения перекочевали в российскую и французскую историографию. Общие потери сторон оцениваются в литературе неадекватно: у русских 3—5 тыс. человек, у французов 3—7 тыс. чел. В данном случае нет резона говорить о чьей-то окончательной победе, так как сражение не стало решающим, а по результатам оказалось ничейным. При этом трудно установить позиционный проигрыш, так как положения сторон к концу боя практически остались неизменными. Оценки французскими авторами одержанной Ланном победы при Пултуске были явно преувеличенными, мнения же отечественных историков всегда больше склонялись в сторону ничейного результата (хотя тоже встречаются ура—залихватские о разгроме Ланна). Также не были обоснованными рассуждения французских историков о том, что ужасный климат, польская зима, грязь и ужасные дороги лишили Великую Армию возможных побед — условия были одинаковы для обеих сторон. Французам при Пултуске пришлось тяжелей, поскольку их противник имел явное численное преимущество (почти в 2 раза), а у русских, кроме того, было явное превосходство в артиллерии. У французов на высоте оказались инициативность и профессионализм высшего командного состава, а также налицо было тактическое превосходство. Но события уже показали, что русские войска, если сравнивать их с австрийскими или прусскими, могли достойно противопоставлять себя французским. Существовали также нереализованные возможности Беннигсена, который побоялся ввести в дело все резервы (использовал в бою 37 из 66 батальонов), мог прорвать французские позиции в центре, используя численное преимущество, или даже нанести полное поражение Ланну.
В сражении, фактически, победителей не было. В. Н. Балязин назвал это сражение «полууспехом наполеоновской армии»; барон Марбо писал, что «Маршал Ланн, с которым было всего 20 тысяч человек, разбил возле Пултуска 42 тысячи русских, отступавших под натиском французских корпусов»; а военный историк А. Лашук отметил: «Ланн, располагая менее чем 20 000 солдат, сражался под Пултуском против главных сил русских численностью в 40 000. После ожесточённого боя он, в конце концов, оттеснил неприятеля с поля битвы, принимая корпус Буксгевдена за главную армию».